# Marx Reloaded
Marx Reloaded és una pel·lícula documental alemanya del 2011, escrita i dirigida per l'escriptor i filòsof britànic Jason Barker. A partir d'una sèrie d'entrevistes a diversos filòsofs coneguts es pretén examinar la rellevància de les idees de Karl Marx en relació amb la Recessió global del 2008-2009. El títol de la pel·lícula és un joc de paraules de Matrix Reloaded, la seqüela de Matrix, que es parodia al documental.

## Argument
Segons el lloc web oficial, el llargmetratge «examina la rellevància de les idees del filòsof socialista alemany Karl Marx per entendre la crisi econòmica i financera mundial del 2008-2009». La pel·lícula també considera, en el context d'un suposat ressorgiment del pensament marxista, si «el comunisme podria proporcionar la solució als creixents reptes econòmics i mediambientals als quals s'enfronta el planeta».
En una entrevista amb Verso Books, el director i guionista Jason Barker va descriure la seva intenció de fer la pel·lícula «per recarregar o tornar a imaginar Marx com a pensador, sense l'habitual moralització totalitària». Barker va criticar el «tòpic» segons el qual «es validen els diagnòstics de Marx sobre el capitalisme, mentre que la seva "prescripció" del comunisme està desaprofitada perquè és "utòpica"». Amb relació a la pregunta sobre si la renovada popularitat de Marx era una evidència del retorn del comunisme com a força política, o «només l'espectre de Marx que persegueixen les acadèmies», Barker va respondre que «el pensament polític actual convergeix de nou precisament en el tipus de condicions socials en què Marx vivia».
En una entrevista a banda, Barker també va debatre sobre l'ús de l'animació de la pel·lícula, en particular la seva decisió de parodiar Matrix, admetent que, tot i que era una «paròdia evident» i «divertida de fer», també hi havia una dimensió filosòfica a les escenes d'animació, en les quals Marx coneix Lev Trotski i Slavoj Žižek.

## Producció
L'obra presenta entrevistes a diversos filòsofs coneguts, entre ells els que sovint estan associats amb el marxisme i el comunisme, com John N. Gray, Michael Hardt, Antonio Negri, Nina Power, Jacques Rancière, Peter Sloterdijk, Alberto Toscano i Slavoj Žižek. La pel·lícula també inclou escenes d'animació amb Marx atrapat en un món surrealista semblant a la pel·lícula d'acció i ciència-ficció del 1999 Matrix, protagonitzada per Keanu Reeves i Laurence Fishburne. En una d'aquestes escenes animades, Karl Marx (Jason Barker) es troba amb Lev Trotski (Ivan Nikolic) en un símil de l'escena de la píndola vermella i píndola blava de Matrix, en la qual Neo (Keanu Reeves) es troba per primera vegada amb el personatge de Morpheus (Laurence Fishburne).

## Recepció

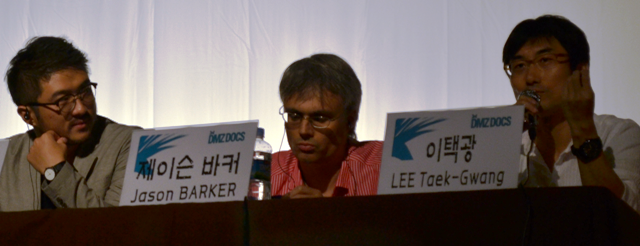
Yongjune Park, Jason Barker i Taek-Gwang Lee al DMZ Docs 2011.

Marx Reloaded es va estrenar l'11 d'abril al canal de televisió Arte i es va repetir el 20 d'abril. Posteriorment es va emetre el 12 d'agost de 2011 al canal de televisió romanès B1 TV, seguit d'un debat acadèmic, amb la participació de l'analista polític Dinu Flămând, el periodista Cristian Tudor Popescu i l'escriptor Vasile Ernu.
El 25 de setembre de 2011 es va projectar, fora de concurs, al Festival Internacional de Cinema Documental DMZ de 2011. La projecció va anar seguida d'una taula rodona que va comptar amb el guionista i director Jason Barker, el professor Taek-Gwang Lee de la Universitat Kyung Hee i Yongjune Park, editor d'Indigo, una revista coreana en anglès sobre humanitats. Tant la pel·lícula com el director van ser el tema de portada al diari nacional Hankook Ilbo.
El 3 d'octubre de 2011 es va realitzar l'estrena sèrbia al Centre de Descontaminació Cultural de Belgrad, amb altres projeccions previstes al mateix lloc els dies 20, 21 i 24 d'octubre.
Al Regne Unit es va estrenar el 10 de febrer de 2012 a l'Institut d'Arts Contemporànies de Londres, on es va projectar fins al 20 d'abril amb totes les entrades exhaurides.
Les crítiques a la pel·lícula van ser positives. El Time Out de Londres va exposar que contenia «idees prou interessants perquè això mereixés un relleu per a aquells que estiguin interessats en la filosofia, la política i l'estat general del món tal com el coneixem». La revista Little White Lies la definia com «un documental trepidant i animador d'una hora de conversa»; «la pel·lícula llueix una llum sobre les moltes causes de l'esfondrament financer, creant un diàleg convincent de les teories de Marx sobre el capitalisme tal com s'apliquen a la seva forma contemporània». El portal Subtitledonline.com va atorgar a la pel·lícula tres de les cinc possibles estrelles, tot i que la va criticar pel seu «fracàs en l'equilibri entre la presentació peculiar i el contingut desafiant». Tanmateix, escrivint a la revista CounterPunch, Louis J. Proyect va donar un aval no qualificat: «No puc recomanar aquesta pel·lícula amb prou altitud... La pel·lícula és un tractament accelerat i fins i tot emocionant del que podria induir un badall a la pàgina impresa».
A més de les crítiques, el Financial Times va presentar la pel·lícula com a part de la seva sèrie "Capitalism in Crisis", seguida d'una entrevista amb el director Jason Barker i l'historiador i editor de la revista New Left Review Robin Blackburn.
El London Evening Standard va citar la pel·lícula al costat de la reedició del Manifest Comunista del 2012, presentat per Eric Hobsbawm, i el llibre més venut d'Owen Jones, Chavs: The Demonization of the Working Class, com a prova d'un ressorgiment de les idees d'esquerres.

## Píndola vermella o blava?
El 16 de desembre de 2011, el primer d'una sèrie de debats públics titulats «Píndola vermella o blava?» ("Crvena ili plava pilula?") Es va celebrar al Centre de Descontaminació Cultural de Belgrad, en el qual es van explorar els temes socials i polítics de la pel·lícula. El director de cinema serbi Želimir Žilnik –destacat per la seva producció socialment compromesa amb el cinema, més recentment a la pel·lícula de 2009 Stara škola kapitalizma–, va participar en l'esdeveniment juntament amb Jason Barker.
El 15 de febrer de 2012 es va celebrar un segon debat a l'Institut d'Arts Contemporànies de Londres, en el qual el redactor en cap d'economia del programa de la BBC Two Newsnight Paul Mason, el blogger i periodista del The Independent Laurie Penny i l'historiador i editor Robin Blackburn es van unir a Jason Barker. El debat va considerar les implicacions de l'obra de Marx en el context d'una creixent resistència popular a la crisi econòmica i financera mundial i si el canvi revolucionari defensat per Marx havia arribat finalment: «La humanitat està en una cruïlla de camins en la que s'ha de prendre una decisió -i per a qui o en nom de qui- per "un altre món"?».